# Déforestation du bassin amazonien

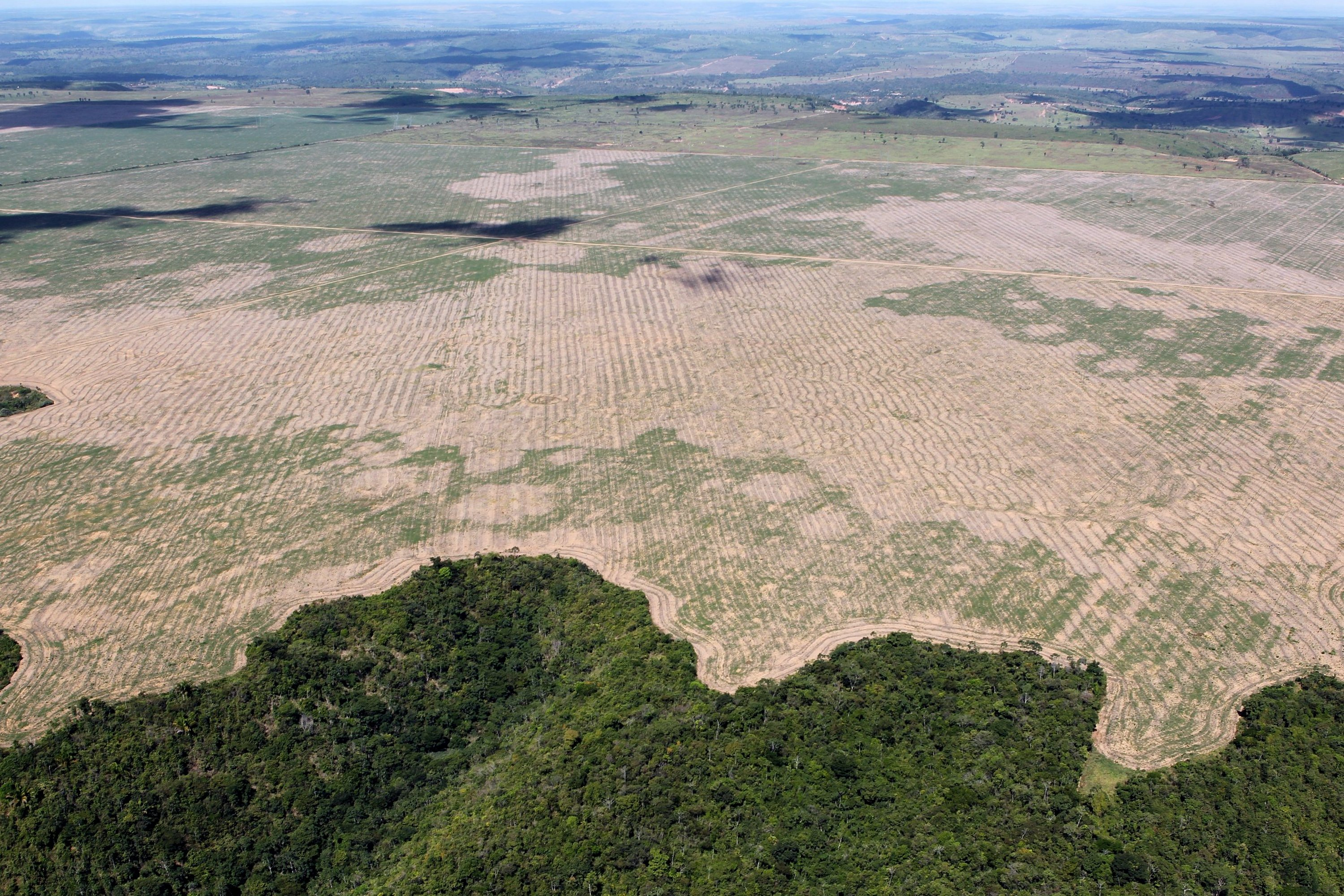
Déforestation en Amazonie brésilienne en 2016.

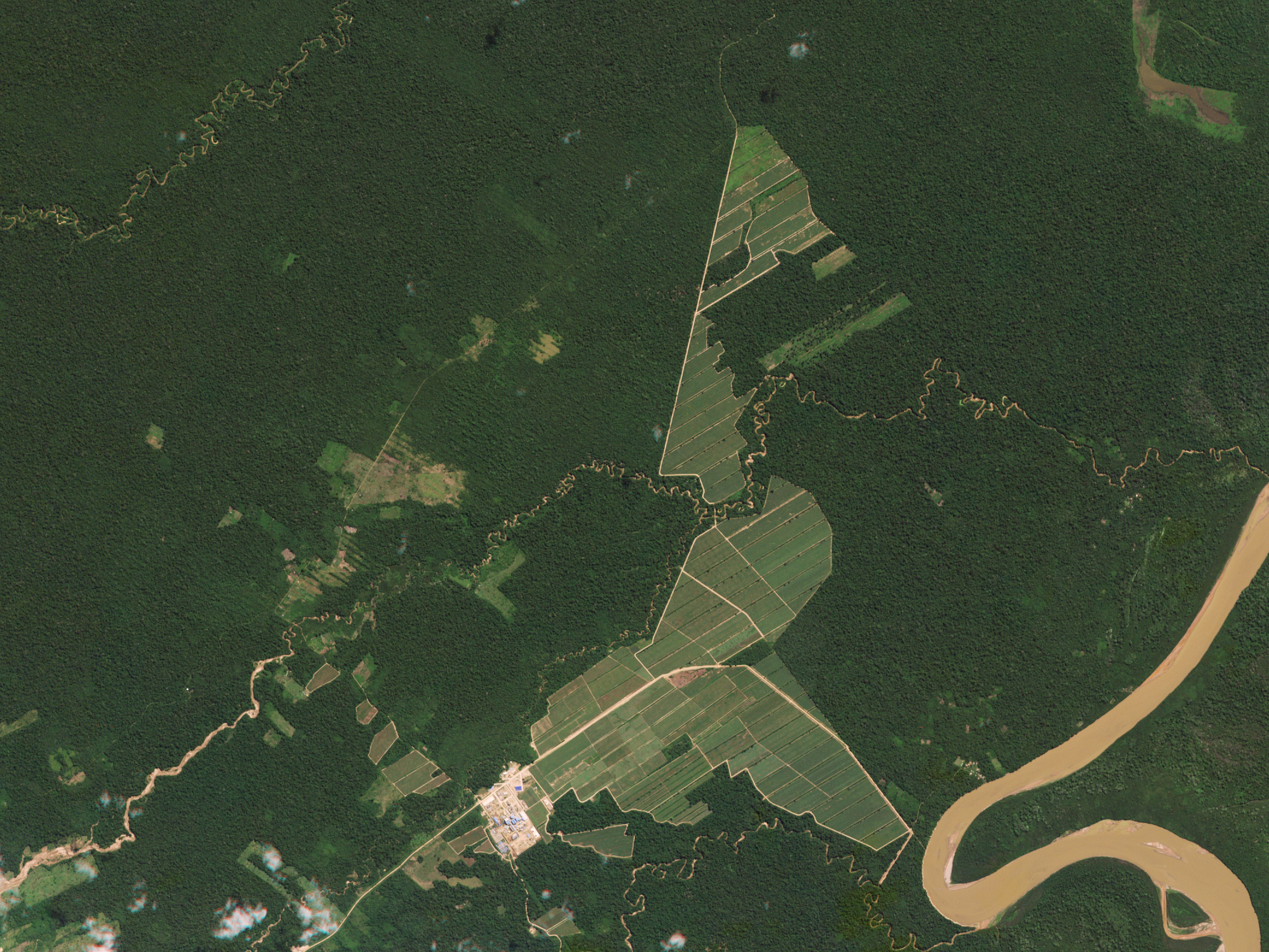
Déforestation en Amazonie bolivienne en 2016. Le pays a des lois très faibles contre la déforestation.

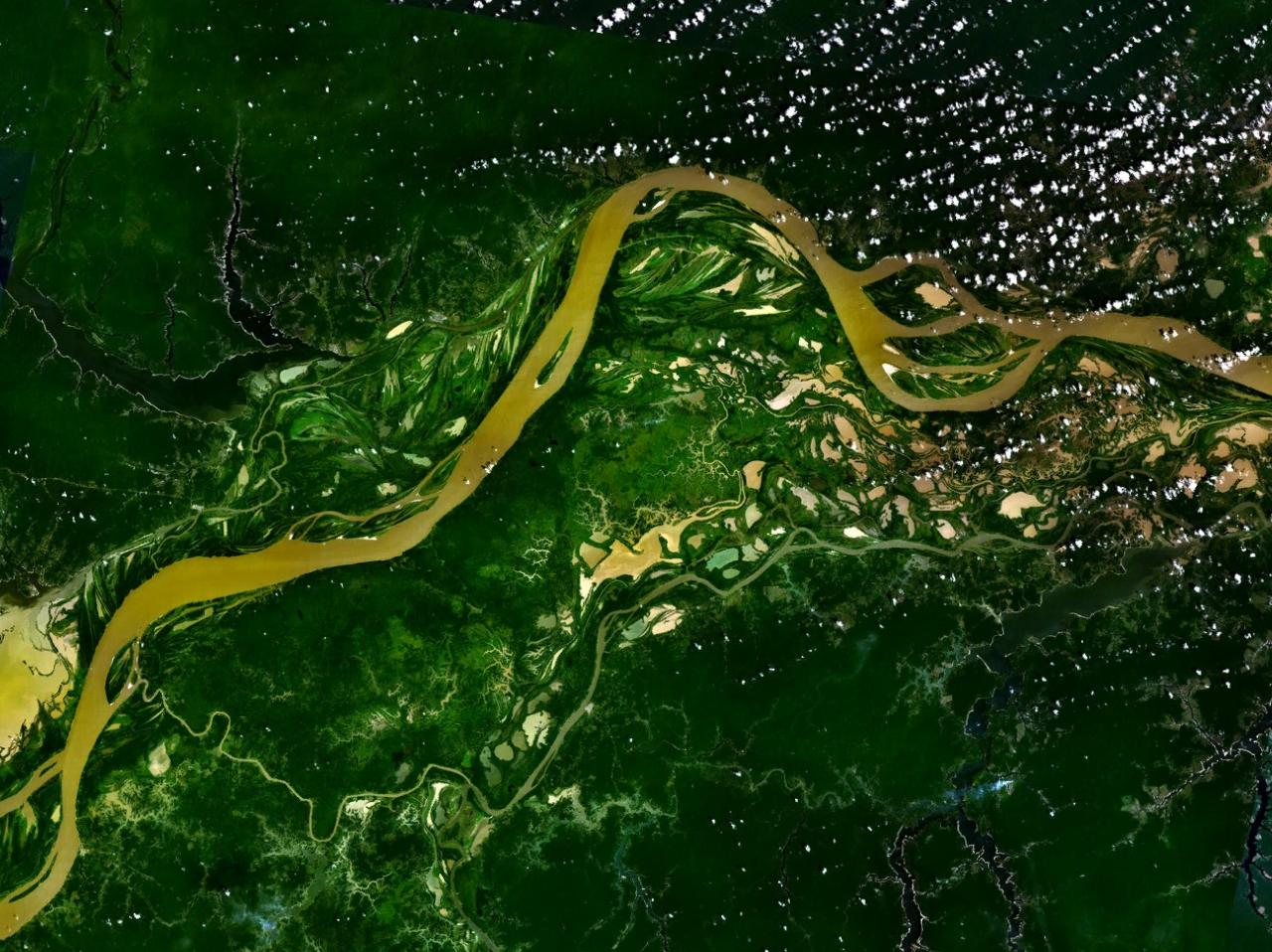
L'Amazone dans la forêt tropicale

La déforestation du bassin amazonien s'est grandement accélérée entre 1991 et 2004, jusqu'à atteindre un taux annuel de perte de surface forestière de 27 423 km2 en 2004. Bien que le taux de déforestation ait ralenti depuis 2004 (avec une réaccélération en 2008 et en 2013), la surface couverte par la forêt continue de décroître.
La forêt amazonienne représente à elle seule la moitié des forêts tropicales restantes sur la  Terre, et est la forêt tropicale la plus grande, et celle avec la plus grande biodiversité au monde. 63 % de la forêt est sur le territoire du Brésil, tandis que 10 % se trouve au Pérou, 7 % en Colombie, ainsi que des parties au Venezuela, en Équateur, en Bolivie, à Guyana, au Suriname et en Guyane.
La déforestation en Amazonie a pour effet une perte de capacité forestière, donc une diminution de la biocapacité par personne du Brésil, et donc de son excédent écologique. Cependant, l'essentiel de la diminution de biocapacité par tête du Brésil est dû à la croissance démographique.
Encouragée par le commerce international de viande bovine et de cuir, l'industrie de l'élevage bovin dans le secteur de l'Amazonie était responsable d'environ 80 % de la déforestation de la région en 2009, ce qui représente 14 % de la déforestation à l'échelle mondiale chaque année, ce qui en fait le moteur de déforestation le plus important au monde. En 1995, 70 % des terres qui étaient auparavant de la forêt étaient utilisées pour l'élevage bovin, ainsi que 91 % des terres issues de la déforestation depuis 1970,. Le défrichement par les fermiers à des fins d'agriculture vivrière ou d'exploitation mécanisée (soja et palme notamment) correspond à la majorité du reste de la déforestation.

## Histoire

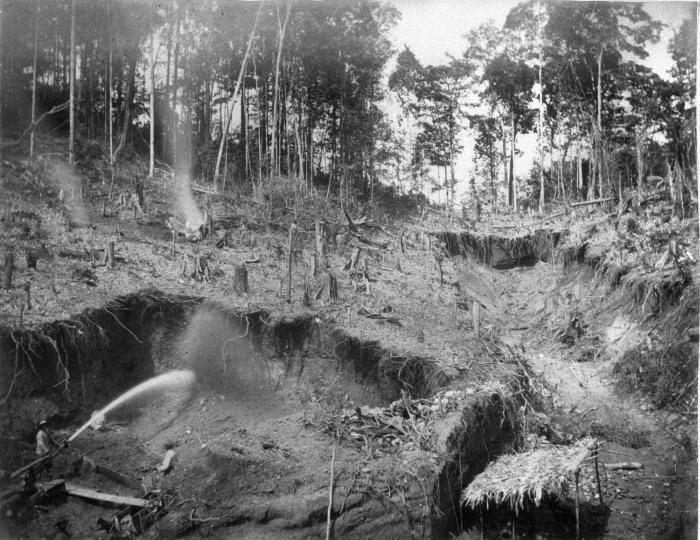
La Guyane néerlandaise détruisait déjà l'Amazonie en 1900.

À l'ère précolombienne, certaines parties de l'Amazonie étaient des zones densément peuplées, cultivées et ouvertes. Après l'invasion européenne du XVIe siècle, la combinaison de plusieurs facteurs comme la prospection d'or, les maladies apportées par les Européens, l'esclavage et le boom du caoutchouc, l'Amazonie se dépeupla et la forêt grandit.
Avant les années 1970, l'accès à l'intérieur de la forêt était difficile car aucune route n'y avait été tracée, et mis à part des défrichements près des rivières la forêt était relativement intacte. La déforestation s'accéléra énormément après l'ouverture d'autoroutes au cœur de la forêt, comme la Transamazonienne en 1972.
Pendant les années 1970, voulant exploiter au maximum l’Amazonie, l’Etat Brésilien s’est engagé à prendre en charge l'installation des entreprises et a proposé des avantages fiscaux pour celles s’installant en Amazonie. Tout ceci est organisé dans le but de capitaliser l’espace libre fourni par la forêt. De plus, il est associé à un grand programme de colonisation agricole, qui a permis aux grands propriétaires le défrichement rapide d’importantes zones agricoles. Ne s'avérant pas toujours rentables, les terres gardaient tout de même une importante valeur foncière.
Dans certaines parties de l'Amazonie, l'agriculture basée sur les plantations n'était pas profitable à cause de la mauvaise qualité des sols. Le tournant dans la déforestation de la forêt amazonienne arriva dans les années 1960, lorsque les colons commencèrent à créer des fermes à l'intérieur de la forêt. Leur système était basé sur la culture de plantes et l'agriculture sur brûlis. Cependant, les colons ne surent faire prospérer leurs champs et leurs cultures, car cette méthode occasionne une perte de la fertilité du sol et des invasions par des adventices (mauvaises herbes).
Dans les régions indigènes de l'Amazonie péruvienne, comme le bassin de la rivière Chambira des Urarina, les sols sont productifs pour seulement une courte période, ce qui pousse les cultivateurs indigènes comme les Urarina à se déplacer dans de nouvelles zones et à défricher encore plus de terres.
La colonisation de l'Amazonie était dominée par l'élevage bovin car l'élevage en ranch ne requiert que peu de travail, génère des profits suffisants, et donne un statut social important au sein de la communauté ; de plus, l'herbe peut pousser dans le sol amazonien, de qualité relativement faible. Cependant, la démultiplication des élevages mena à une vaste déforestation, causant de grands dégâts environnementaux.
On estime que 30 % de la déforestation est due aux actions des propriétaires de petites parcelles. Même si ces propriétaires possèdent finalement une partie de l'Amazone plus faible que les propriétaires de parcelles de taille moyenne et grande (89 % du territoire de l'Amazonie), l'intensité de la déforestation dans les zones qu'ils possèdent est plus importante que dans les grandes parcelles. Ceci montre l'importance d'utiliser des terres qui ont déjà été défrichées, au lieu de distribuer des zones qui sont encore boisées, un geste qui apparaît comme plus facile politiquement.
Dans l'Amazonie brésilienne, la proportion de propriétaires de petites parcelles comparée à celle des propriétaires de grandes parcelles change fréquemment en fonction des pressions démographiques et économiques.
En 2009, le président péruvien Alan García installa par décret exécutif la loi 840 (aussi connue sous le nom de la « Ley de la Selva », « la loi de la jungle » ou simplement la « loi forestière »), qui autorisait la vente par l'État de terres amazoniennes non cultivées à des entreprises privées, sans aucune date limite où les droits de propriété expirent. Bien que la loi fût promue comme étant une mesure de « reforestation », elle fut critiquée car la privatisation causerait au contraire plus de déforestation, tout en renonçant aux droits que l'État exerce sur les ressources naturelles pour les donner aux investisseurs, et en laissant le destin des peuples  indigènes du Pérou, qui n'ont bien souvent pas de titres formels de propriété concernant les portions de forêts qu'ils occupent et qu'ils utilisent pour leur subsistance, dans l'incertitude,. La loi 840 rencontra une forte résistance, et finit par être annulée par la législature du Pérou car considérée comme anticonstitutionnelle.
En avril 2022, 1 012 km2 ont été rasés. C'est un nouveau record de destruction qui correspond à une multiplication par deux de la surface rasée en avril 2021 alors que ce mois, durant la saison humide, est habituellement moins porté à d'importantes opérations de déforestation.

## Causes de la déforestation

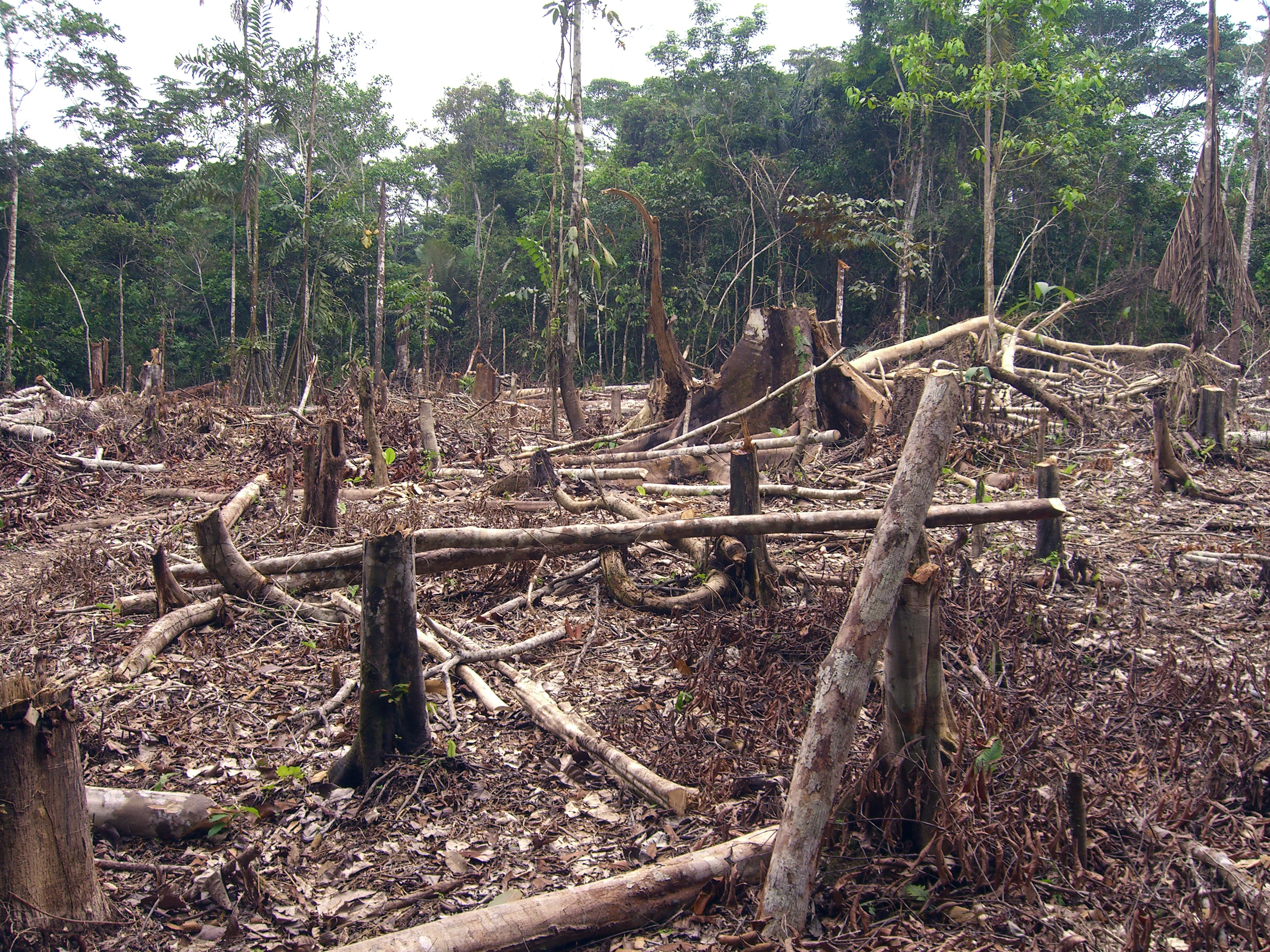
Déforestation en Colombie.

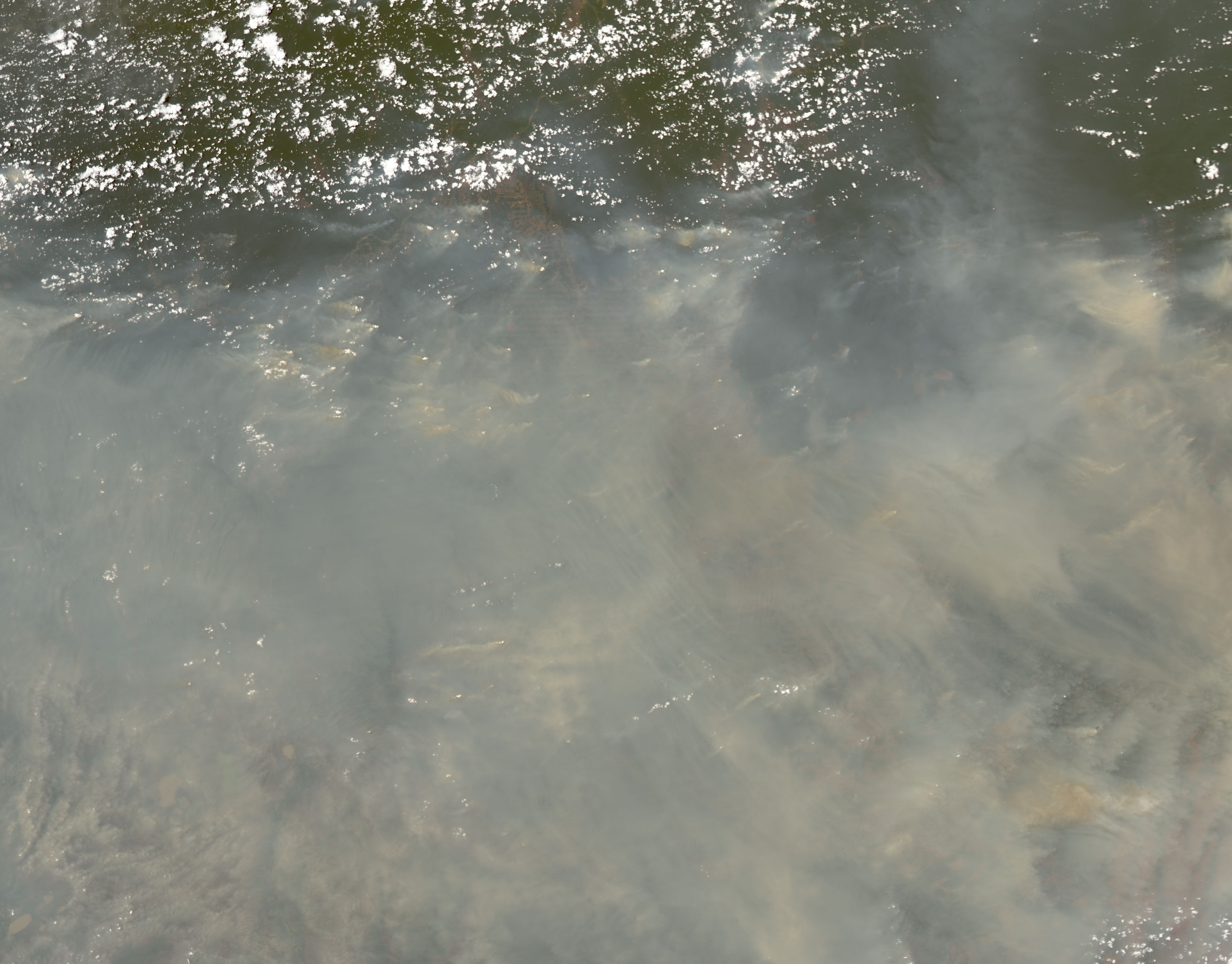
Une conséquence de la déforestation de la forêt amazonienne : des nuages épais de fumée au-dessus de la forêt

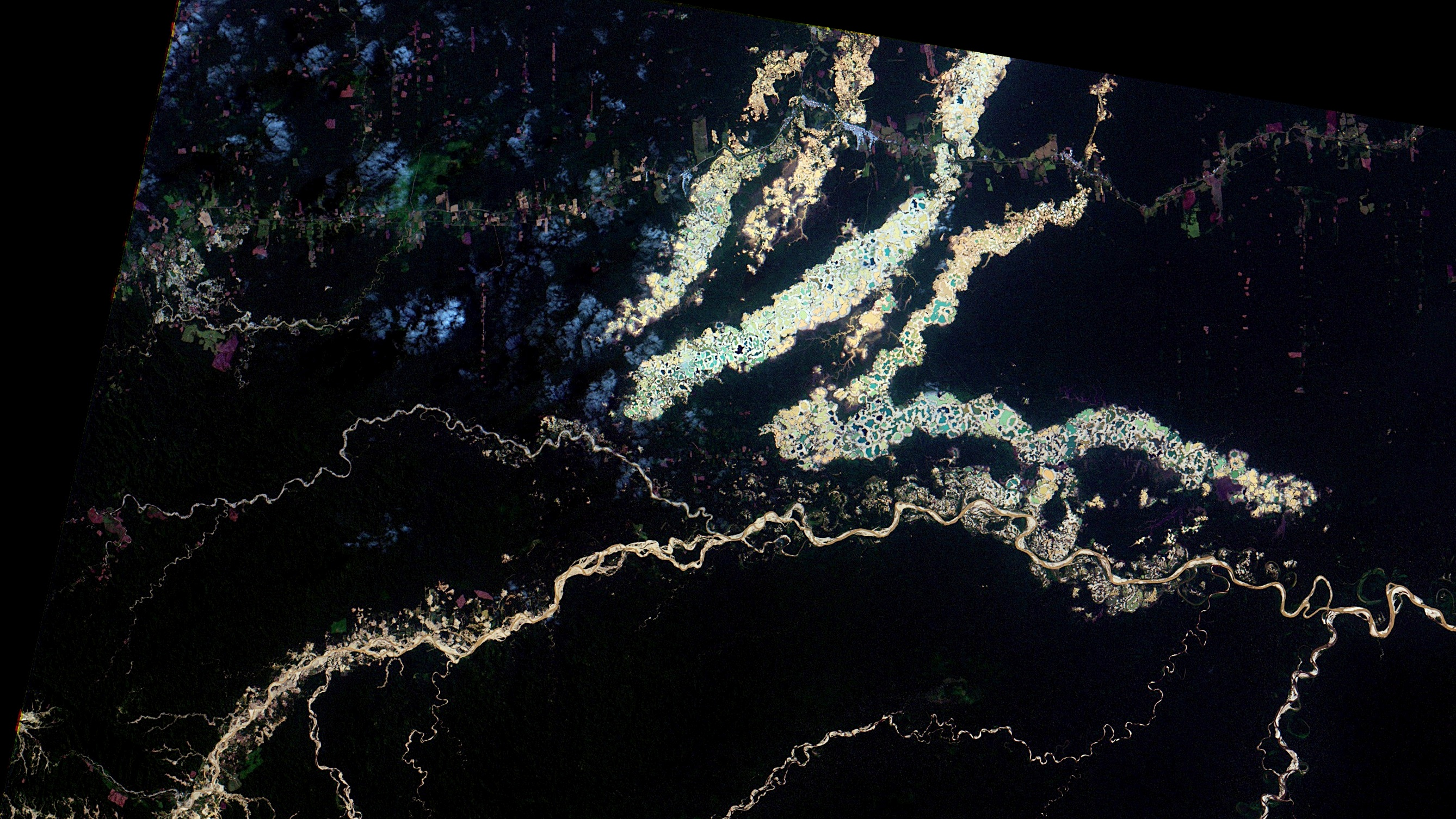
Extraction illégale d'or en Amazonie à Madre de Dios, Pérou.

La déforestation de la forêt amazonienne peut être attribuée à de nombreux facteurs au niveau local, national et international. La forêt amazonienne est vue comme une ressource à exploiter, fournissant des pâturages pour les élevages bovins, des bois de valeur, des remèdes médicinaux et de l'espace pour construire des habitations ou établir des fermes (pour le soja principalement ) et pour construire des routes (autoroutes et petites routes).

### Élevage bovin
Un rapport de Greenpeace de 2009 évalue la déforestation causée par l'élevage bovin en Amazonie, soutenu par le commerce international de viande bovine et de cuir, comme correspondant à 80 % de la déforestation totale dans la région, soit environ 14 % de la déforestation annuelle mondiale, ce qui en fait le plus grand moteur de déforestation au monde. Selon un rapport de 2006 par l'Organisation des Nations unies pour l'alimentation et l'agriculture, 70 % des terres qui étaient boisées dans le passé, et 91 % des terres déboisées depuis 1970, sont utilisées pour les ranches des élevages bovins,.

### Agriculture vivrière
D'autres défrichements en Amazonie sont causés par des fermiers, qui déboisent des terres pour y faire de l'agriculture vivrière ou pour les exploiter avec des machines. Des scientifiques ont utilisé des données satellites de la NASA pour montrer en 2006 que les déboisements causés par l'agriculture mécanisée sont devenus un moteur important de déforestation en Amazonie. Il est possible que ce changement perturbe le climat de la région. Des chercheurs ont également montré qu'en 2003, une année de déforestation record, plus de 20 % des forêts de l'État du Mato Grosso furent converties en des terres arables. En 2005, les prix du soja chutèrent de plus de 25 %, et l'on peut constater dans certaines zones du Mato Grosso un recul du nombre de grands évènements de déforestation, ce qui suggère que l'augmentation ou la chute des prix d'autres denrées, du bœuf ou du bois pourraient aussi avoir un impact important sur l'utilisation des sols dans la région.

### Culture du soja
Jusqu'en 2006, un moteur important de déforestation en Amazonie était la culture de soja, principalement pour la production et l'exportation et de tourteaux de soja pour l'alimentation animale et de biodiesel ; l'augmentation des prix du soja a poussé les cultivateurs de soja à continuer à déboiser des forêts au nord de la forêt amazonienne. Cependant, un accord au sein de la filière, le Moratoire du Soja, a aidé à réduire considérablement la déforestation liée au soja dans la région. En 2006, plusieurs entreprises dans le commerce de marchandises comme Cargill se sont mises d'accord pour refuser d'acheter du soja produit dans des zones récemment déboisées en Amazonie brésilienne. Avant ce moratoire, 30 % de l'expansion de la culture du soja se faisait grâce à la déforestation, ce qui contribua à des taux de déforestation record. Une étude de 2015 montra que huit ans après l'instauration de ce moratoire, la culture de soja s'était étendue sur 1,3 million d'hectares, mais seulement 1 % de cette expansion s'était faite au détriment de la forêt ; les cultivateurs de soja, en réaction au moratoire, plantaient sur des terrains déjà déboisés.

### Projets d'infrastructures
Les besoins des cultivateurs de soja ont été utilisés pour justifier des projets d'infrastructures controversés qui se sont développés dans l'Amazonie. Les deux premières autoroutes, l'autoroute de Belém-Brasília (1958) et l'autoroute de Cuiaba-Porto Velho (1968), étaient les seules autoroutes fédérales de l'Amazônia Legal à être goudronnées et empruntables tout au long de l'année avant la fin des années 1990. On dit souvent de ces deux autoroutes qu'elles sont au cœur de « l'arc de déforestation », qui est à l'heure actuelle le point focal de la déforestation amazonienne. L'autoroute de Belém-Brasília attira presque 2 millions de colons dans les 20 premières années : l'ouverture de la forêt fut poursuivie en continuant à construire des routes goudronnées, ce qui crée la possibilité de s'installer dans la forêt. La fin de la construction de ces routes fut suivie par une vague de relocalisation, et ces colons eurent également un impact important sur la forêt.
Des recherches menées par Leydimere Oliveira et ses coauteurs ont montré que plus la forêt amazonienne est défrichée, moins la région bénéficie de précipitations, ce qui fait baisser les rendements par hectare. Ainsi, à l'échelle du Brésil, il n'y a pas de gain économique à couper les arbres, les vendre et utiliser les terres défrichées à des fins agricoles.

## Taux de perte de forêt
Le taux annuel de déforestation dans la région de l'Amazonie augmenta de façon spectaculaire entre 1991 et 2003. Entre 1991 et 2000, la surface totale de forêt amazonienne défrichée depuis 1970 passa de 419 010 km2 à 575 903 km2, ce qui est comparable à la superficie de l'Espagne, Madagascar ou le Manitoba. La plupart de la forêt perdue fut transformée en pâturages pour bovins.

La déforestation de la forêt amazonienne continua d'accélérer au début des années 2000, atteignant un taux de 27 423 km2 de forêt perdue en 2004. De nos jours la taille de la forêt continue de décroître, même si le taux annuel de déforestation continue de décroître depuis 2004, si l'on ne compte pas l'augmentation du taux en 2008 et en 2013. 
| Période    | Forêt restante (estimée) dans l'Amazonie brésilienne (km²) | Perte annuelle de forêt (km²) | Pourcentage de la forêt restante | Perte totale de forêt depuis 1970 (km²) |
| ---------- | ---------------------------------------------------------- | ----------------------------- | -------------------------------- | --------------------------------------- |
| Avant 1970 | 4 100 000                                                  | —                             | —                                | —                                       |
| 1977       | 3 955 870                                                  | 21 130                        | 96,5 %                           | 144 130                                 |
| 1978–1987  | 3 744 570                                                  | 21 130                        | 91,0 %                           | 355 430                                 |
| 1988       | 3 723 520                                                  | 21 050                        | 90,8 %                           | 376 480                                 |
| 1989       | 3 705 750                                                  | 17 770                        | 90,4 %                           | 394 250                                 |
| 1990       | 3 692 020                                                  | 13 730                        | 90,0 %                           | 407 980                                 |
| 1991       | 3 680 990                                                  | 11 030                        | 89,8 %                           | 419 010                                 |
| 1992       | 3 667 204                                                  | 13 786                        | 89,4 %                           | 432 796                                 |
| 1993       | 3 652 308                                                  | 14 896                        | 89,1 %                           | 447 692                                 |
| 1994       | 3 637 412                                                  | 14 896                        | 88,7 %                           | 462 588                                 |
| 1995       | 3 608 353                                                  | 29 059                        | 88,0 %                           | 491 647                                 |
| 1996       | 3 590 192                                                  | 18 161                        | 87,6 %                           | 509 808                                 |
| 1997       | 3 576 965                                                  | 13 227                        | 87,2 %                           | 523 035                                 |
| 1998       | 3 559 582                                                  | 17 383                        | 86,8 %                           | 540 418                                 |
| 1999       | 3 542 323                                                  | 17 259                        | 86,4 %                           | 557 677                                 |
| 2000       | 3 524 097                                                  | 18 226                        | 86,0 %                           | 575 903                                 |
| 2001       | 3 505 932                                                  | 18 165                        | 85,5 %                           | 594 068                                 |
| 2002       | 3 484 538                                                  | 21 394                        | 85,0 %                           | 615 462                                 |
| 2003       | 3 459 291                                                  | 25 247                        | 84,4 %                           | 640 709                                 |
| 2004       | 3 431 868                                                  | 27 423                        | 83,7 %                           | 668 132                                 |
| 2005       | 3 413 022                                                  | 18 846                        | 83,2 %                           | 686 978                                 |
| 2006       | 3 398 913                                                  | 14 109                        | 82,9 %                           | 701 087                                 |
| 2007       | 3 387 381                                                  | 11 532                        | 82,6 %                           | 712 619                                 |
| 2008       | 3 375 413                                                  | 11 968                        | 82,3 %                           | 724 587                                 |
| 2009       | 3 367 949                                                  | 7 464                         | 82,2 %                           | 732 051                                 |
| 2010       | 3 360 949                                                  | 7 000                         | 82,0 %                           | 739 051                                 |
| 2011       | 3 354 711                                                  | 6 238                         | 81,8 %                           | 745 289                                 |
| 2012       | 3 350 140                                                  | 4 571                         | 81,7 %                           | 749 860                                 |
| 2013       | 3 344 297                                                  | 5 843                         | 81,6 %                           | 755 703                                 |
| 2014       | 3 339 446                                                  | 4 848                         | 81,4 %                           | 760 551                                 |
| 2015       | 3 330 689                                                  | 6 207                         | 81,2 %                           | 769 311                                 |
| 2016       | 3 322 796                                                  | 7 893                         | 81,0 %                           | 777 204                                 |
| 2017       | 3 315 849                                                  | 6 947                         | 80,9 %                           | 784 151                                 |
| 2018       | 3 307 949                                                  | 7 900                         | 80,7 %                           | 792 051                                 |
| 2019       | 3 298 551                                                  | 9 762                         | 80,5 %                           | 801 449                                 |
| 2020       | 3 290 125                                                  | 8 426                         | 80,2 %                           | 809 875                                 |
| 2021       | 3 279 649                                                  | 10 476                        | 80,0 %                           | 820 351                                 |
| 2022       | 3 268 049                                                  | 11 600                        | 79,7 %                           | 831 951                                 |

En 1996, il fut signalé que le taux de déforestation de la forêt amazonienne avait augmenté de 34 % depuis 1992. Le taux moyen annuel de déforestation entre 2000 et 2005 (22 392 km2 par an) était supérieur de 18 % au taux cinq ans auparavant (19 018 km2 par an).
Au Brésil, l'Instituto Nacional de Pesquisas Espaciais (INPE, ou Institut national pour la recherche spatiale) publie les chiffres de la déforestation chaque année. Leurs chiffres sont dérivés de 100 à 220 images prises pendant la saison sèche en Amazonie par le satellite Landsat, et ne prennent en compte que la  perte de forêt tropicale, et pas la perte de champs sauvages ou de savane dans la forêt. Selon l'INPE, le biome amazonien originel du Brésil de 4,1 millions de km² ne faisait plus que 3 403 millions de km² en 2005, ce qui représente une perte de 17.1%. Pour la période comprise entre août 2015 et juillet 2016, l'INPE annonce une destruction au Brésil de 8 000 km2, soit une augmentation de 29 % par rapport au relevé précédent.

### Outils d'évaluation au Brésil
L’INPE dispose de deux systèmes de veille : 
1. DETER (« Système de détection de la déforestation en temps réel »), qui génère une alerte automatique pour tout défrichement de plus de 3 hectares détecté en forêt amazonienne, avec une mise à jour hebdomadaire des données. Le système est doublé par le système de « surveillance par satellites de la déforestation en Amazonie (PRODES) » qui génère les taux de déforestation annuels officiels du Brésil, calculés sur SIG via des images en haute résolution prises par différents satellites. 
Quand le DETER est entré en service (2004) le taux de déforestation illégale a immédiatement chuté (de 80% entre 2004 et 2012), avant de légèrement remonter (7500 kilomètres carrés de forêt défrichées en 2018). 
Le DETER indique que 4200 km2 de forêts ont été coupés en Amazonie brésilienne entre le 1er janvier 2019 (date de l’entrée en fonction de Bolsonaro), et le 24 juillet, 7 mois plus tard : C’est 50% de plus qu’au cours des 7 premiers mois de 2018, et plus du double de la surface déboisée à la même période en 2017[34] ;

1. PRODES système de « surveillance par satellites de la déforestation en Amazonie (PRODES) » qui génère les taux de déforestation annuels officiels du Brésil, calculés sur SIG via des images en haute résolution prises par différents satellites. PRODES est plus précis que DETER mais ne produit son rapport qu'annuellement (en décembre). Pour le début de l'année il semble confirmer la tendance enregistrée par DETER[34].

### Rôle de Bolsonaro et de son gouvernement
En mai 2019, d'après les données satellitales, 739 km2 de forêt tropicale ont été détruits, soit le niveau de déforestation le plus élevé des dix dernières années,.
Le président d’extrême droite, Jair Bolsonaro, est jugé en partie responsable car durant la période électorale et après son élection, il a publiquement encouragé l'extension de l'agriculture et l'exploitation minière, y compris dans les aires protégées de l'Amazonie. Après la publication des chiffres montrant que la déforestation a en quelques mois à nouveau atteint des niveaux records, Bolsonaro affirme que les données de l'Institut national de recherche spatiale du Brésil (INPE) ne sont pas fiables, qualifiant même ses chiffres de « mensonges » devant des journalistes le 19 juillet, en suggérant au directeur de l'INPE, Ricardo Galvão, « d'aller servir une organisation non gouvernementale ». La Coalition pour la science et la société scientifique, un groupe de scientifiques, indique alors : « Les satellites ne sont pas responsables de la déforestation - ils enregistrent simplement objectivement ce qui se passe. […] Les faits scientifiques prévaudront, que les gens croient en eux ou non »,. Bolsonaro tempère ensuite ses critiques, mais insiste pour que l'INPE (dont toutes les données étaient publiques) consulte à l'avenir le gouvernement avant de publier ses données sur la déforestation car cette situation nuirait à l'image du Brésil à l'étranger.
Selon les spécialistes de l'Amazonie, ce taux de déforestation est préoccupant, mais il n'est pas surprenant car, d'une part, il confirme de nombreuses informations remontant du terrain, et, d'autre part, car il est une suite logique au « climat d'impunité promu par la rhétorique de l'administration » ; Bolsonaro critique fortement la réglementation environnementale et les organismes chargés de faire respecter l'environnement, qu'il estime trop contraignants pour l'agriculture et le développement économique tels qu'il les souhaite. Parmi ses premières actions, il a ainsi transféré le contrôle des terres autochtones au ministère de l'Agriculture, et il s'est engagé à redéfinir les contours des parcs nationaux et des autres aires protégées qui, selon lui, freinent le progrès au Brésil. Marcos Pontes, ministre brésilien de la Science et de la Technologie, membre du parti de Bolsonaro, est un ancien astronaute ; ce sont ses services qui supervise l’institut INPE. Le 22 juillet, Marco Pontes déclare qu'il tient l'INPE « en haute estime » tout en soutenant les préoccupations de Bolsonaro. Pontes demande un « rapport technique complet » à l'INPE sur les données de déforestation de juillet 2017 à juillet 2019, affirmant que son ministère avait invité Galvão à formuler des « éclaircissements et des conseils » dès que possible.
En août 2019, l'Amazonie est en proie à de gigantesques incendies provoqués, selon les organisations caritatives, par l'augmentation significative de la déforestation et du système agraire forestier, accrus depuis l'arrivée au pouvoir de Bolsonaro. Le 20 août, l'INPE signale la détection de « 39 194 incendies » depuis janvier, soit 77 % de plus que sur la même période l'année précédente.
Entre 2010 et 2019, la forêt amazonienne brésilienne a perdu 4,45 gigatonnes de carbone alors qu'elle n'en a stocké que 3,78, ce qui équivaut à une perte nette de 0,67 gigatonne. Les émissions de CO2 sont à présent plus importantes que le stockage lié à la croissance des arbres,.
En 2020, la pandémie de Covid-19 a eu un impact considérable sur la déforestation de la forêt amazonienne. En effet, l’Ibama, la police environnementale brésilienne, a dû réduire au minimum ses patrouilles, ce qui a eu pour conséquence une forte hausse des violences au sein de la forêt. On estime que près de 326 km2 ont été rasés en mars 2020, ce qui représente une hausse de 30 % par rapport au même mois de l’année dernière. Selon certaines ONG, le gouvernement de Jair Bolsonaro aurait volontairement réduit les patrouilles au sein de la forêt pour inciter les bûcherons à déforester.
Le rapport de l'INPE publié en novembre 2021 évalue le déboisement à 13 235 km2 entre août 2020 et juillet 2021, en hausse de 22 %. Depuis 3 ans, la déforestation de l'Amazonie brésilienne a atteint une moyenne annuelle d'environ 10 000 km2, contre quelque 6 500 km2 pendant la décennie précédente.
Dans Le Monde, en septembre 2022, Marcel Bursztyn, professeur au centre de développement durable de l'Université de Brasilia, qualifie le gouvernement de Jair Bolsonaro d'« écocidaire ». Lors de l'élection présidentielle brésilienne de 2022, Christophe Ventura, spécialiste de l'Amérique latine, qualifie sur France Info le mandat de Jair Bolsonaro de « catastrophique » sur le plan environnemental. Ce point de vue est partagé par l'organisation écologiste Greenpeace.

## Impact sur les peuples autochtones
Les tribus indigènes de l'Amazonie ont souvent été maltraitées pendant les opérations de déforestation de l'Amazonie. Les bûcherons tuent des indigènes et empiètent sur leurs terres. De nombreux peuples isolés sortent de la jungle pour se mêler à la société en général après les menaces des étrangers. Les peuples non contactés qui nouent un premier contact avec des étrangers sont sensibles aux maladies auxquelles ils sont peu immunisés. Les tribus peuvent facilement être décimées, les décès en résultant ont été comparés à un génocide.
La mort de Jorginho Guajajara, un des leaders du groupe de défense de l’Amazonie, les « Gardiens de la forêt », survenue en août 2018, paraît suspecte, surtout après l'assassinat depuis l'année 2000 d'environ 80 indigènes Guajajara. En novembre 2019, Paulo Paulino, autre militant indigène et leader du groupe de défense, est tué lors d’une altercation avec des trafiquants de bois.
En 2020, le gouvernement Bolsonaro défend un projet de loi visant à autoriser l'exploration minière sur les terres indigènes, ce qui aurait pour effet de stimuler la déforestation, selon de nombreuses ONG. Ce texte est qualifié de « rêve » par Jair Bolsonaro, et de « cauchemar » par des leaders indigènes et des militants écologistes.
En 2021, l'analyse rétrospective de 36 ans d'imagerie satellitale, montre que l'activité minière illicite en territoire autochtone et dans d'autres zones théoriquement protégées par la loi ont encore atteint des niveaux records sous le régime de Jair Bolsonaro, aggravant la déforestation et la pollution par le mercure. Dans la décennie 2010, les incursions minières illégales (orpaillage artisanal principalement) ont quintuplé sur les terres indigènes et triplé dans d'autres aires naturelles protégées du pays, confirmant les alertes et rapports de l'Institut national brésilien de recherche spatiale (INPE) émis depuis plusieurs années.

Depuis 2019, les groupes autochtones doivent affronter, parfois violemment, un nombre croissant d'orpailleurs et mineurs, et ils demandent plus de protection pour leurs terres. Selon l'anthropologue Glenn Shepard, la situation n'a jamais été pire pour les amérindiens du Brésil depuis la signature de la constitution en 1988, c'est-à-dire depuis la fin de la dictature militaire. Le gouvernement Bolsonaro a sapé les politiques du Brésil qui avant lui était reconnu comme leader en termes de soutenabilité, notamment pour le travail de l'ancien président Luiz Inácio « Lula » da Silva et de son Parti des travailleurs qui avaient réussi à freiner la déforestation de plus de 80 % dans le pays entre 2004 et 2012.

## Avenir de la forêt amazonienne
En se basant sur les taux de déforestation de 2005, on a estimé que la taille de la forêt amazonienne serait réduite de 40 % en 20 ans. Le taux de déforestation ralentit : les taux de déforestation en 2012 étaient les plus bas jamais enregistrés. Cependant, la forêt est toujours en train de rapetisser,.
Le premier ministre norvégien Jens Stoltenberg annonça le 16 septembre 2008 que le gouvernement norvégien allait donner 1 milliard de dollars au fonds amazonien nouvellement créé. Cet argent est destiné à des projets qui visent à ralentir la déforestation de la forêt amazonienne.
En septembre 2015, la présidente brésilienne Dilma Rousseff déclara aux Nations unies que le Brésil avait réussi à réduire le taux de déforestation en Amazonie de 82 %. Elle annonça aussi que le Brésil avait pour objectif pour les 15 prochaines années d'éliminer la déforestation illégale, restaurer et reboiser 120 000 km2 de terres et récupérer 150 000 km2 de terres détériorées.
En août 2017, le président brésilien Michel Temer signe un décret autorisant l'exploitation par des sociétés privées d'une réserve naturelle amazonienne de 47 000 km2 plus grande que la Suisse, la réserve de Renca créée en 1984 à cheval entre les États de Pará et Amapá 
Ce décret sera finalement annulé en septembre 2017.,
En janvier 2019, premier mois de présidence de Jair Bolsonaro, la déforestation en Amazonie a augmenté de 54%. La combinaison du réchauffement climatique et de la déforestation assèche le climat régional et pourrait transformer une grande partie de la forêt pluviale en une savane.
Selon les données de l'Institut de recherche spatiale (INPE), plus de 280 km² ont été déboisés en Amazonie en janvier 2020. Ce chiffre a été augmenté de plus de 108% par rapport à janvier 2019. Depuis plusieurs années, cette surface est la plus grande superficie de destruction connue au sein de la forêt amazonienne. Ces chiffres sont issus du système DETER, obtenus grâce à des images satellites faites par l'INPE.
De plus, par les effets de la pandémie de COVID-19, certains écologistes craignent que la protection de la forêt soit délaissée pour lutter contre le virus. Ceci aurait donc une conséquence encore plus importante sur la superficie restante de la forêt, qui diminue de jour en jour.

## Dans la culture populaire
On peut voir certains effets de la déforestation amazonienne dans le film britannique La Forêt d'émeraude (1985) de John Boorman.
La cause de la lutte contre la déforestation et la protection des peuples indigènes a été popularisée à la fin des années 1980 notamment par le chanteur Sting et le chef Raoni. C'est un des thèmes majeurs de la chanson et du clip d'Earth Song de Michael Jackson (1995).